# Gare de Châteaudun
La gare de Châteaudun est une gare ferroviaire française de la ligne de Brétigny à La Membrolle-sur-Choisille. Elle est située sur le territoire de la commune de Châteaudun, dans le département d'Eure-et-Loir, en région Centre-Val de Loire.
Elle est mise en service en 1865 par la Compagnie du chemin de fer de Paris à Orléans (PO).
Gare de la Société nationale des chemins de fer français (SNCF), elle est desservie par des trains TER Centre-Val de Loire.

## Situation ferroviaire
Établie à 141 mètres d'altitude, la gare de Châteaudun est située au point kilométrique (PK) 133,248 de la ligne de Brétigny à La Membrolle-sur-Choisille, entre les gares ouvertes de Bonneval et de Cloyes.
Gare de bifurcation, elle est également située au PK 18,4xx de la ligne de Courtalain - Saint-Pellerin à Patay, partiellement ouverte au trafic des marchandises. Elle était aussi une gare d'échange avec la ligne d'Oucques à Châteaudun des Tramways électriques de Loir-et-Cher.

## Histoire
La desserte de Châteaudun est envisagée dès 1835 dans un projet de tracé, d'une ligne entre Paris et Tours, conçu par l'ingénieur Corréard et soutenu par les communes concernées. Mais la loi du 11 juin 1842 valide un projet par Orléans, puis d'autres projets mis en œuvre comme la transversale de Tours au Mans font qu'au début des années 1850 la desserte de la ville n'est plus envisagée. C'est la Compagnie du chemin de fer Grand-Central de France (Grand-Central) qui fait renaître l'espoir d'une desserte lorsqu'il s'associe avec la Compagnie des chemins de fer du réseau Sud-Ouest pour demander, en avril 1856, la concession d'une deuxième ligne de Tours, passant par Châteaudun. Mais le Grand-Central est dissous en 1857 et c'est la Compagnie du chemin de fer de Paris à Orléans (PO) qui, ayant récupérée une partie de ses lignes, se voit contrainte par le gouvernement d'accepter quelques nouvelles lignes dont cette « deuxième ligne de Tours » dont le choix de l'origine se porte sur Brétigny.
La gare de Châteaudun est mise  en service le 28 décembre 1865 par la Compagnie du chemin de fer de Paris à Orléans (PO), lors de l'ouverture à l'exploitation de la première section, de Brétigny à Vendôme, de la ligne de Paris à Tours par Châteaudun et Vendôme. La deuxième section, jusqu'à la gare de La Membrolle-sur-Choisille (près de Tours) est ouverte au mois d'août 1867.
En avril 1883, elle devient une gare de bifurcation terminus d'une section de la ligne débutant à la gare de Patay sur la ligne de Chartres à Orléans. L'ouverture de la section suivante de Châteaudun à Courtalain a lieu en 1898.
Une dernière infrastructure ferroviaire vient desservir la gare en 1921, lors de l'ouverture de la ligne d'intérêt local, à voie métrique et électrifiée, d'Oucques à Châteaudun des Tramways électriques de Loir-et-Cher (TELC). Cela fait de Châteaudun une gare d'échange entre les réseaux.
Le réseau TELC est fermé en 1933-1935, et la ligne de Courtalain à Patay a son service voyageurs fermé en 1939.
En mai 1944, le secteur de la gare est bombardé quatre fois, surtout dans la nuit du 7 au 8 juin. Vers deux heures du matin, environ quarante avions anglais envoient 500 bombes durant environ un quart d'heure. Il en résulte plusieurs coupures des voies et la destruction du dépôt avec dix-huit locomotives. Des bombes sont également tombées sur des habitations hors du site ferroviaire ; le bilan humain est de 21 morts et d'environ 50 blessés. La ville est libérée le 12 août 1944.

## Fréquentation
De 2015 à 2023, selon les estimations de la SNCF, la fréquentation annuelle de la gare s'élève aux nombres indiqués dans le tableau ci-dessous.
| Année                     | 2015    | 2016    | 2017    | 2018    | 2019    | 2020    | 2021    | 2022    | 2023    |
| ------------------------- | ------- | ------- | ------- | ------- | ------- | ------- | ------- | ------- | ------- |
| Voyageurs                 | 109 346 | 98 778  | 100 024 | 97 281  | 119 897 | 85 580  | 126 726 | 180 998 | 262 197 |
| Voyageurs + non voyageurs | 136 683 | 123 473 | 125 030 | 121 601 | 149 871 | 107 313 | 158 408 | 226 248 | 262 197 |

## Service des voyageurs

### Accueil
Gare SNCF, elle dispose d'un bâtiment voyageurs avec guichets ouverts tous les jours. Elle est équipée d'un automate, disponible 24/24h pour l'achat de titres de transport.
Un passage planchéié permet la traversée des voies pour aller d'un quai à l'autre.

### Desserte
La gare est desservie par des trains du réseau TER Centre-Val de Loire (exploité sous la marque Rémi depuis 2019), sur les relations entre Paris-Austerlitz et Vendôme ou Châteaudun ainsi qu'entre Châteaudun et Tours à raison de six allers-retours par jour en semaine en direction de Paris-Austerlitz (avec pour deux de ces allers-retours un terminus ou une origine à Vendôme) et deux allers-retours en direction de Tours (avec une origine et un terminus à Voves pour l’un d’entre eux). Il existe également deux allers-retours par jour à destination ou ayant origine la gare de Voves, avec systématiquement une correspondance ferroviaire pour Chartres.

A noter qu’en décembre 2020 au nouveau service, il devrait enfin être possible d’effectuer le trajet (Tours) Châteaudun Chartres par le train sans changement en gare de Voves à la suite des travaux effectués dans celle-ci.

Installations et desserte en 2015
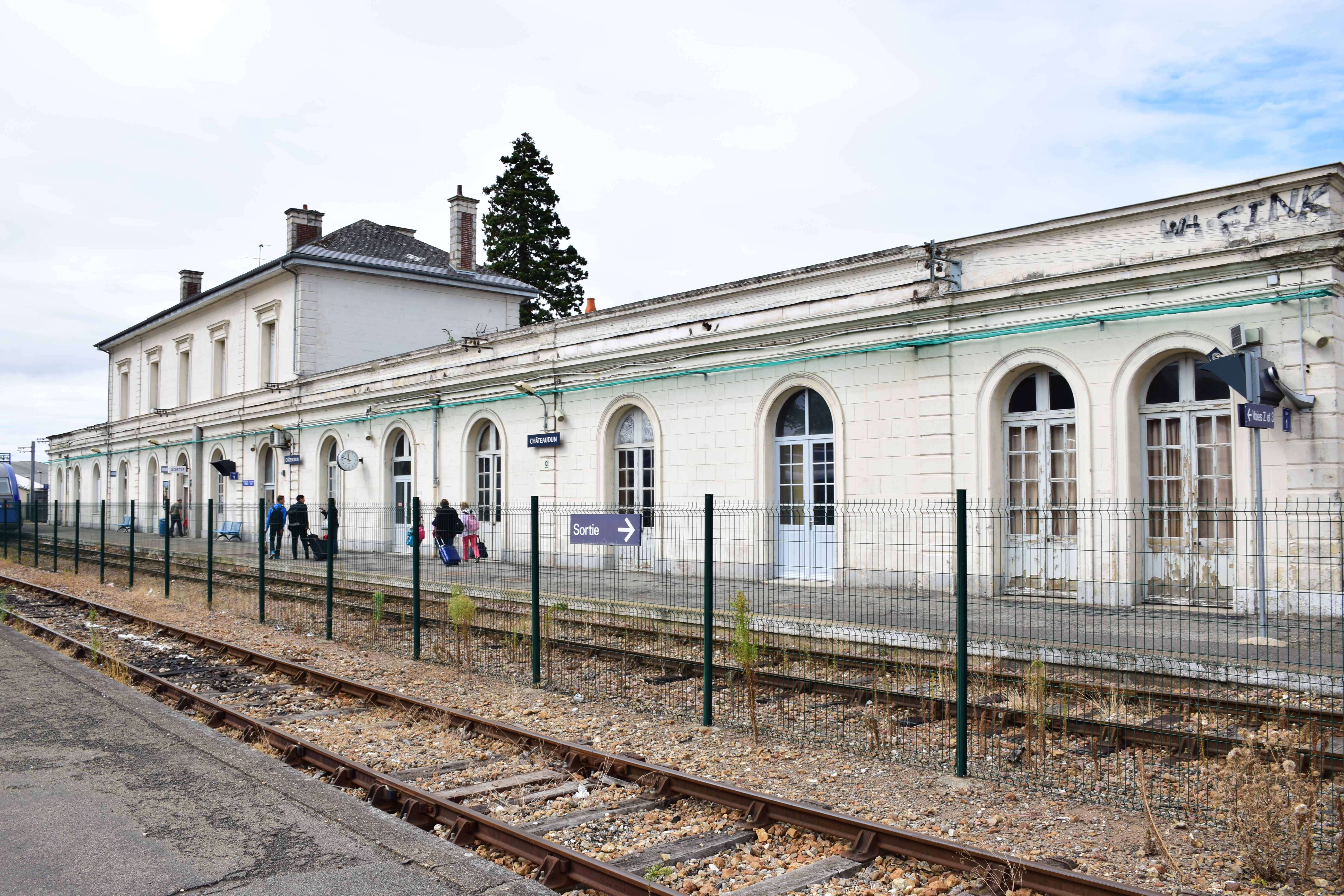
Bâtiment voyageurs, côté quais.
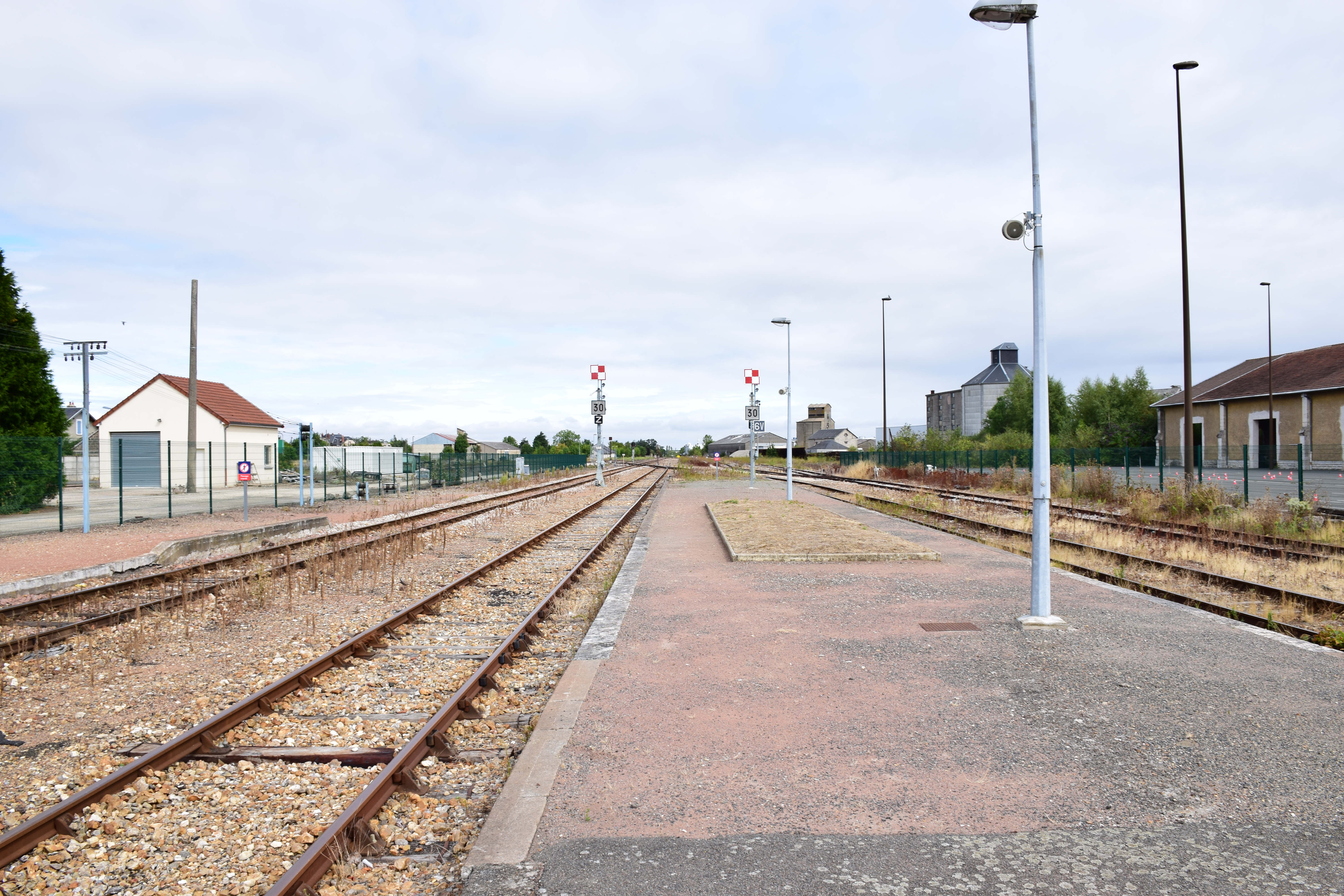
Direction Paris.
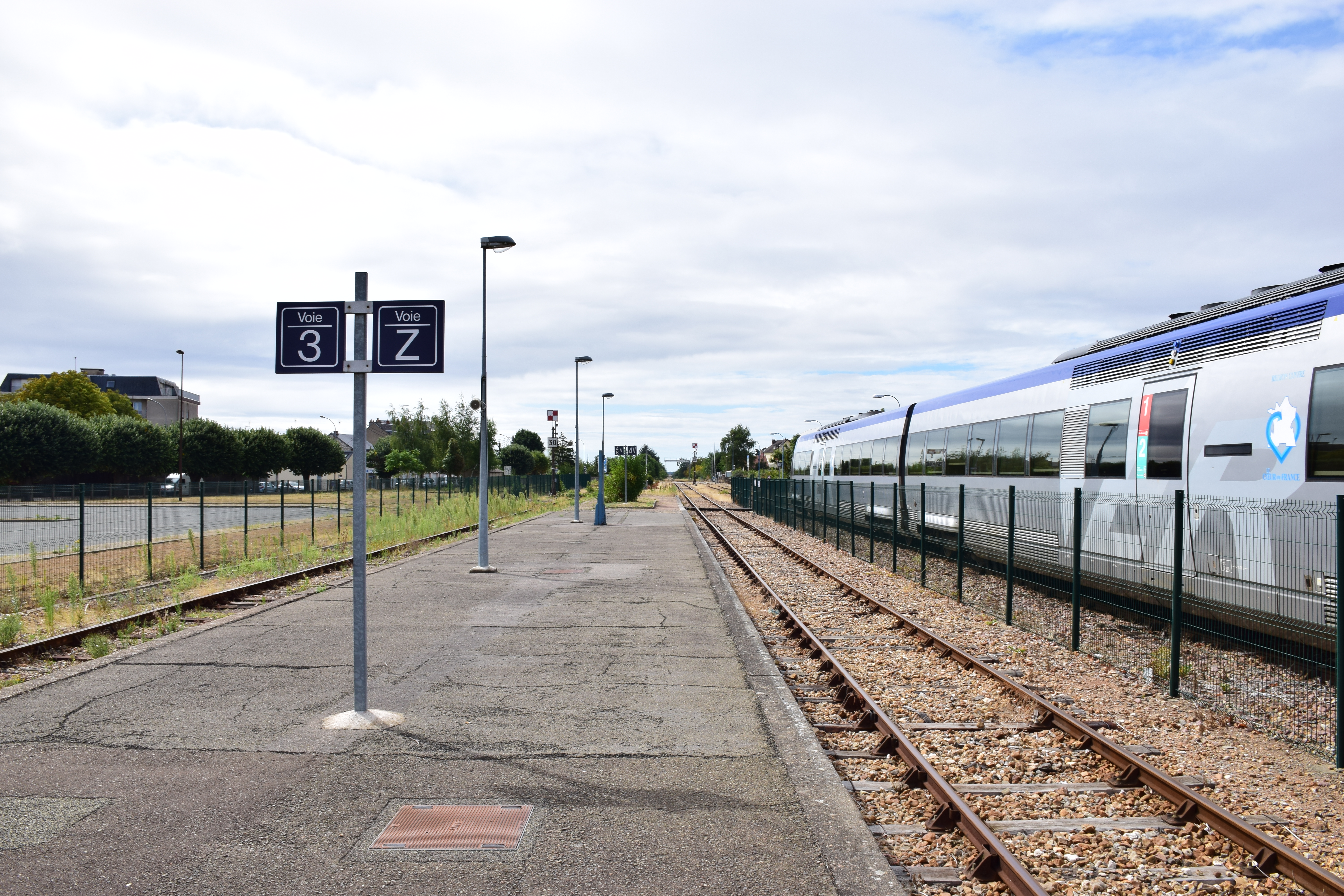
Direction Vendôme.

### Intermodalité
Un parc pour les vélos et un parking pour les véhicules y sont aménagés.
Elle est desservie par des transports en commun routiers : cars TER, cars du Transport interurbain en Eure-et-Loir et bus du réseau urbain.

## Dépôt de Châteaudun
La Compagnie du PO crée un dépôt à Châteaudun.
Le dépôt est déclassé en 1955 pour n'être plus qu'un poste de relais.